# Własiwka (obwód kirowohradzki)
Własiwka (ukr. Власівка) – osiedle typu miejskiego na Ukrainie, w obwodzie kirowohradzkim, w rejonie aleksandryjskim, w hromadzie Switłowodśk. W 2001 liczyło 7521 mieszkańców, spośród których 6359 wskazało jako ojczysty język ukraiński, 1143 rosyjski, 3 mołdawski, 1 bułgarski, 10 białoruski, 2 niemiecki, a 3 inny.